# Rana chevronta
Espèce
Statut de conservation UICN

 CR B2ab(iii) : 
En danger critique
Rana chevronta est une espèce d'amphibiens de la famille des Ranidae.

## Répartition
Cette espèce est endémique de la province du Sichuan dans le sud de la République populaire de Chine. Elle se rencontre entre 1 600 et 1 800 m d'altitude sur le mont Emei.

## Description
Rana chevronta mesure jusqu'à 43 mm pour les mâles et 56 mm pour les femelles.

## Écologie
Cette espèce n'a pas été vue depuis 1983. Dans la mesure où son aire de répartition est très limitée (10 km2), elle est particulièrement vulnérable. 

## Publication originale
- Hu, Fei & Ye, 1978 : Three new amphibian species in China. Materials for Herpetological Research, Chengdu, vol. 4, p. 20.